# Melitturga penrithorum
Melitturga penrithorum is een vliesvleugelig insect uit de familie Andrenidae. De wetenschappelijke naam van de soort is voor het eerst geldig gepubliceerd in 1991 door Eardley.